# 34224 Maggiechen
34224 Maggiechen è un asteroide della fascia principale. Scoperto nel 2000, presenta un'orbita caratterizzata da un semiasse maggiore pari a 2,2903241 au e da un'eccentricità di 0,1678944, inclinata di 5,25038° rispetto all'eclittica.